# Джорджина Макензи
Джорджина Миоър Макензи (на английски: Georgina Muir Mackenzie) е английска пътешественичка, писателка и симпатизантка на южнославянските народи. Заедно с Аделина Ърби е арестувана като шпионка, двете заедно са авторки на книгата „Пътувания из славянските провинции на Европейска Турция“ (1867), която според Уилям Гладстоун е „най-добрата английска книга, която съм виждал по Източните въпроси“.

## Биография
Родена е през 1833 година в Шотландия, но през 1855 година със семейството си се мести в Лондон. Сдружава се с Аделина Ърби и през 1858 година са арестувани за панславянска дейност в Карпатите. По-късно се омъжва за Чарлз Сибрайт, генерал-консул на Йонийските острови. Умира на Корфу през 1874 година.